# Loup (rivier in Frankrijk)
De Loup is een Franse rivier in het departement Alpes-Maritimes die uitmondt in de Middellandse Zee. Ze ontspringt in de gemeente Caille op zo'n 1200 meter boven het zeeniveau. Ze baant zich vervolgens oostwaarts en dan zuidoostwaarts een weg door het Land van Grasse en Land van Vence. Bij Cagnes-sur-Mer mondt de Loup uit in de zee. De rivier en zijn vallei, met onder andere een indrukwekkende kloof langs de benedenloop, zijn erkend als Natura 2000-gebied.
- Bibliothèque nationale de France: cb16526769m (data)
- Système universitaire de documentation: 15836130X
- Virtual International Authority File: 134494055